# 消えた乗組員
『消えた乗組員』（きえたクルー）は、西村京太郎の長編推理小説。1976年に光文社から刊行された。「十津川警部シリーズ」の主人公である十津川省三が登場する長編作品第5作。
第30回日本推理作家協会賞長編部門にノミネートされた。

## 概要と解説
本作は、十津川初登場作品の『赤い帆船（クルーザー）』（1973年）、『消えたタンカー』（1976年）などに続く海洋ミステリー作品である。また、『消えたタンカー』に続く「消失もの」でもあり、本作中の乗組員の消失の解明とともに1872年に起きたマリー・セレスト号の乗組員消失事件の謎解きに挑んだ作品である。
なお、『消えたタンカー』以前の2作『殺しのバンカーショット』（1973年）と『日本ダービー殺人事件』（1974年）で警部だった十津川は、『消えたタンカー』では警部補になっていたが、本作では警部に戻っている。

## ストーリー
5月13日、タヒチ行きの外洋ヨット「シャークI世号」の乗組員たちは、小笠原諸島の母島近くで、後方の帆が裂けて幽霊船のように漂流している大型クルーザー「アベンジャーII世号」を発見した。アベンジャーII世号は、海洋研究家の細見がバミューダトライアングルのような「魔の海」の実在について、反対派のリーダー・吉村との論争に決着をつけるために、「魔の海」と恐れられる小笠原沖を調査する目的で5月7日に油壷を出発し、5月10日の海上保安庁への無線連絡以来、消息を絶っていた。シャークI世号の5人の乗組員のうち、永田と岡部、野村がアベンジャーII世号に乗り込むと、用意された人数分の朝食が手つかずのままで、9人の乗組員はすべて消えていた。それはまるで、1872年に起きたイギリスの帆船マリー・セレスト号の乗組員消失事件を思わせるものであった。
アベンジャーII世号の乗組員消失事件の真相を解明するため、海難審判が開かれることになり、理事官の日高が調査に着手した矢先の6月3日、永田が油壷に停泊しているシャークI世号内で青酸カリ入りのビールを飲んで死んでいるのが発見された。自殺の可能性もあったが、それを覆すかのように海難審判の召喚状が、血液型がO型の永田と異なるB型の血に染められていた。さらに翌日、岡部も深大寺近くの自宅で両手首を切って死んでいるのが発見された。永田と同様、海難審判の召喚状が血に染められていたが、血液型は岡部と同じB型であった。ここに至って、十津川警部が連続殺人事件の捜査に乗り出した。
6月5日に海難審判の第1回目が開かれたが、シャークI世号の乗組員で生き残っている3人のうち、野村が消息不明のまま出廷しなかった。十津川たちは、それまでの情報から野村が恋人の風見美津子と能登半島に向かったものと判断して行方を追うが、一足遅く2人の死体が泣き砂の浜に打ち上げられているのが発見された。

## 登場人物
警視庁捜査一課
- 十津川省三
- 亀井定雄
- 本多

捜査一課長。
横浜地方海難審判庁
日高洋太郎
理事官。58歳。
小西弘
事務官。26歳。
アベンジャーII世号
細見竜太郎
アベンジャーII世号のオーナー。40歳。バミューダトライアングル等の「魔の海」についての著作がすべてベストセラーとなっている海洋研究家。
細見伸子
竜太郎の妻。35歳。
吉村昭之
科学評論家。42歳。細見の意見に対する反対派のリーダー。
小西敏郎
新日本テレビカメラマン。30歳。
日下部武
新日本テレビカメラマン。29歳。
山口令二
新日本テレビ報道部記者。36歳。
北島正夫
クルー。32歳。
松木孝。
クルー。30歳。
本田喜昭。
コック長。28歳。
シャークI世号
永田史郎
艇長。31歳。
岡部孝夫
コック長。29歳。
野村英雄
タヒチ行きのために一流銀行を退職。25歳。
久本功一郎
大学生。20代前半。
山本良宏
国家公務員。28歳。
その他
風見美津子
野村の恋人。23歳。喫茶店のウェイトレス。

## テレビドラマ
『幽霊船の謎 消えた乗組員』
ABC系列の2時間ドラマ『土曜ワイド劇場』で1980年10月18日21時2分 - 22時51分に放送された。主演は三橋達也。大映京都撮影所・大映企画・ABC制作。